# Fours à chaux de Liré
Les fours à chaux de Liré sont une série de plusieurs générations de fours à chaux ayant existé à Liré, commune déléguée de la commune d'Orée d'Anjou, dans le département de Maine-et-Loire en région Pays de la Loire.
Il s'agit du four à chaux médiéval des Garennes, du four de Sainte-Marie aux Garennes, des fours des Léards et du four au bas du bourg.

## État, accès, visibilité
Aucun des fours à chaux ne subsiste aujourd'hui. Les fours de la Garenne et des Léards se trouvaient à l'emplacement du lieu-dit le Fourneau et de l'entreprise Charier, qui exploite la carrière de calcaire.

## Histoire

### Le four à chaux médiéval des Garennes

#### Origines
Le four médiéval des Garennes est mentionné par les seigneurs de Liré au cours des XVe au XVIIIe. Le dictionnaire historique du Maine-et-Loire de Célestin Port décrit qu'à la Révolution, la paroisse de Liré était «  écrasée d'impôts, surchargée de mendiants, sans autre industrie qu'un petit four à chaux...». 

#### Destruction (1799)
Selon Robert Brevet, four médiéval était administré en 1799 par Pierre Meslin et a été détruit lors du séisme survenu dans le marais breton le 25 janvier 1799,. Pierre Meslin serait alors parti créer un nouveau four à chaux au Fossé-Neuf, sur la commune voisine de Bouzillé.

### Le four à chaux Sainte-Marie, aux Garennes

#### Origines, fonctionnement (1805 - 1858)
Le premier four à chaux des Garennes est remplacé par un ouvrage plus important en 1805, dirigé par certain M. Beduneau et qui a fonctionné jusqu'en 1858.

#### Réutilisation (1963 -?)

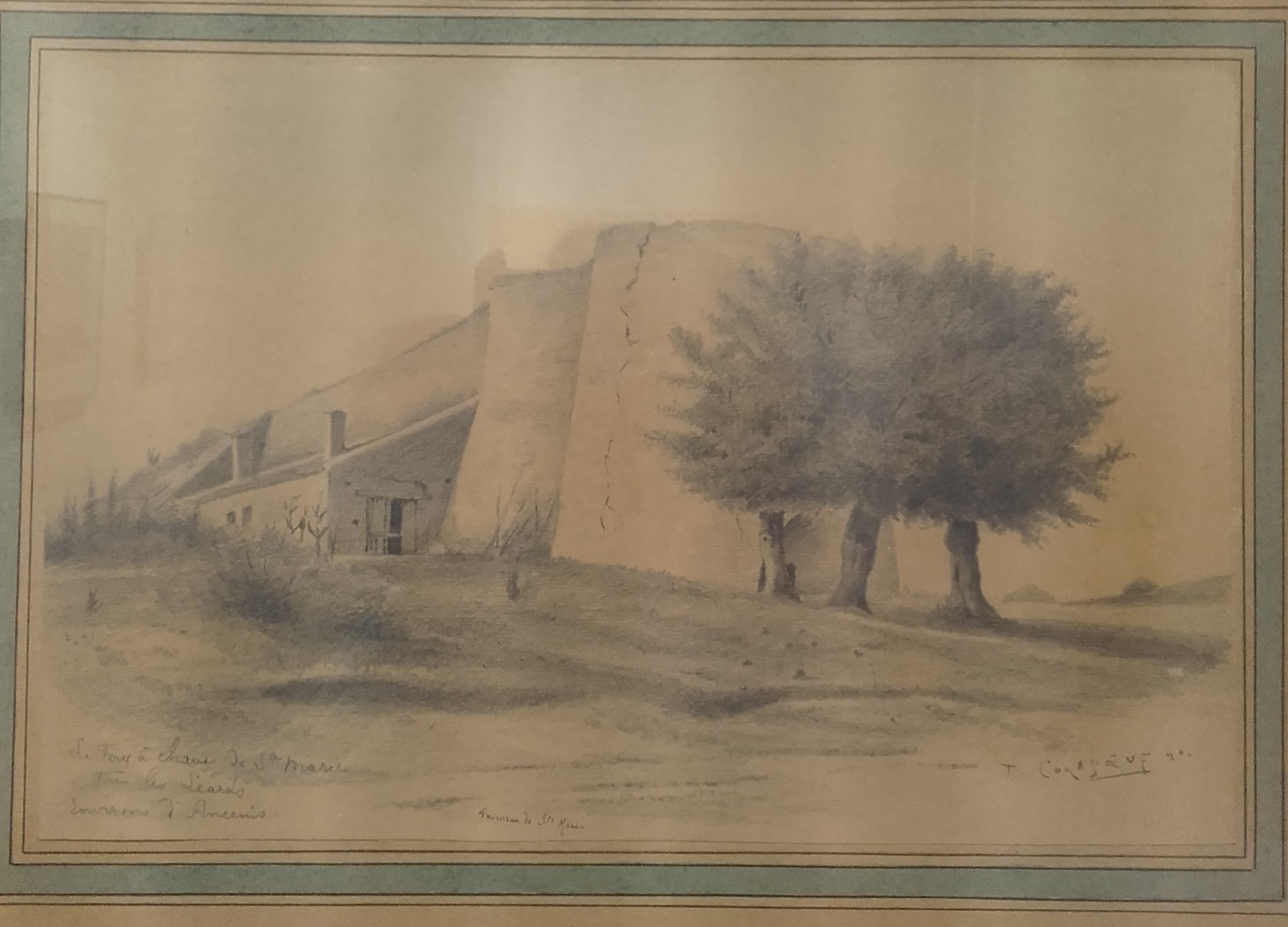
Four à chaux Sainte Marie près des Léards, première moitié du XXe siècle.

Plus d'un siècle plus tard, en 1963, le propriétaire loue le four de Sainte-Marie et les carrières à la Société de Produits Chimiques de la Grande Paroisse. L'entreprise Charier fait procéder au nivelage du terrain sur le territoire de l'ancien village des Garennes, alors inhabité ; des routes d'accès sont créées et un concasseur est placé au sommet du four. 

#### Destruction
Le four à chaux Sainte-Marie, aux Garennes, est détruit en 1981.

### Les fours des Léards
- Ceux de Jacques Vidié, construits en 1827
- Ceux repris et/ou construits par Victor Duhoux en 1833, puis son décès en 1862 administrés par sa femme et sa fille, puis par Aimé Oger devenu mari de sa fille en 1887, jusqu'à leurs décès en 1914 et 1915
- Arrêt d'exploitation vers 1900 ou 1914/1915
- Destruction en 1962